# Peter Arundell

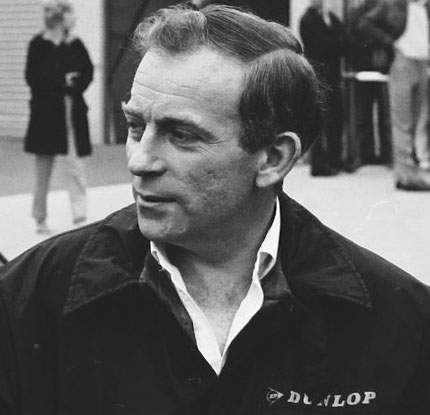
Peter Arundell in 1968

Peter Arundell (Ilford, 8 november 1933 – nabij King's Lynn, 16 juni 2009) was een Britse Formule 1-coureur.
Arundell reed alle races voor het team Lotus tussen 1963 en 1966, met uitzondering van 1965. Hij heeft 13 grands prix gereden, waarin hij 12 punten behaalde.